# Candida lusitaniae

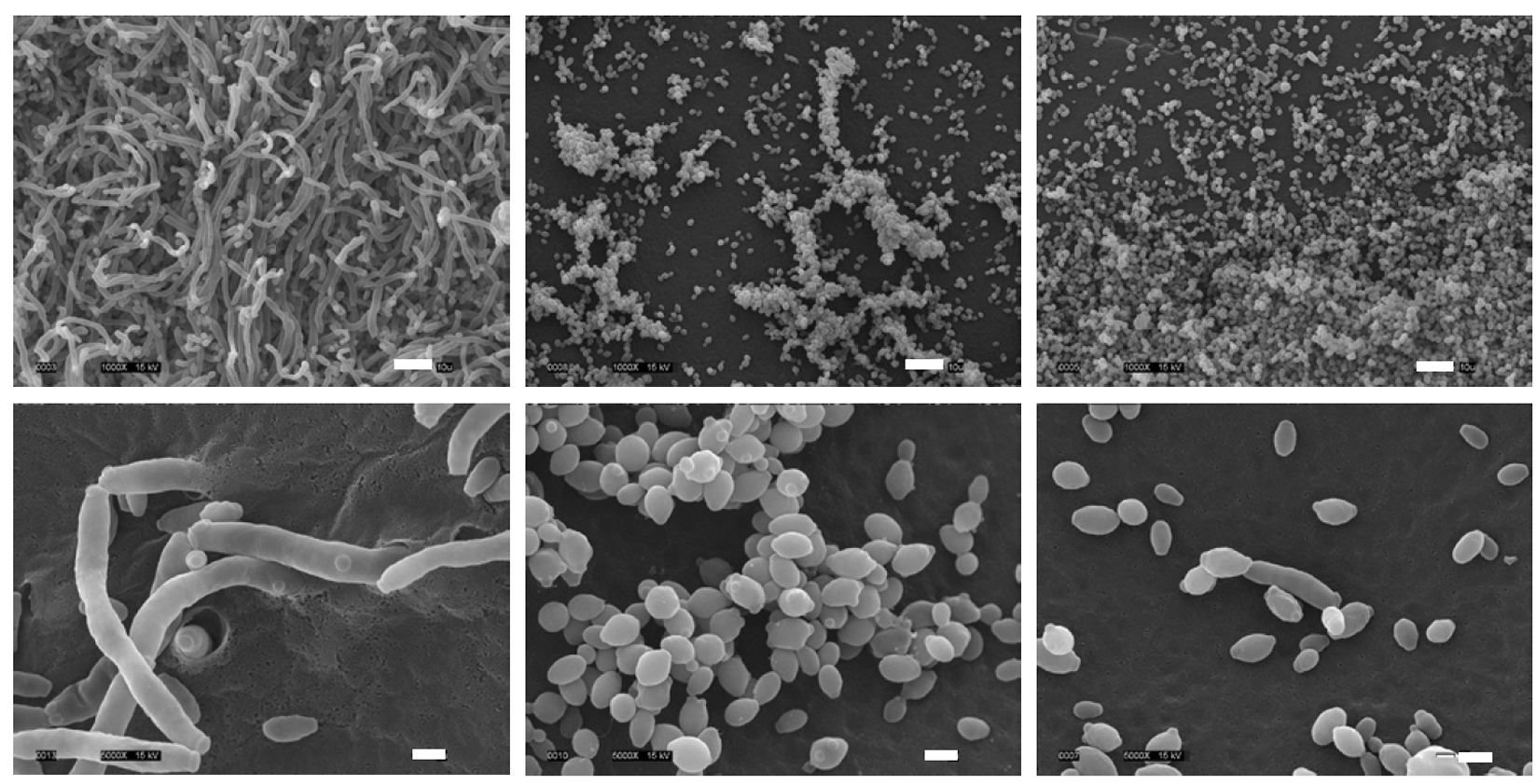
Imagens de microscopia eletrônica de varredura (SEM) de C. lusitaniae em meios indutores de filamentos. As células cultivadas em meio V8 (pH = 7) por 7 dias a 37°C foram processadas para SEM e fotografadas (consulte Materiais e Métodos). As barras de escala para as imagens do painel superior (1000x) e do painel inferior (5000x) representam 10 µm e 2 µm, respectivamente. WT (ATCC42720), mutante cnb1 (YC198) e mutante crz1 (YC187)

Candida lusitaniae é uma espécie de levedura do gênero Candida.
A Candida lusitaniae foi identificada pela primeira vez como um patógeno humano em 1979.
Candida lusitaniae foi inicialmente descrita como uma causa rara de fungemia, com menos de 30 casos relatados entre 1979 e 1990. No entanto, houve um aumento acentuado no número de casos reconhecidos de candidemia por esse organismo nas últimas duas décadas. O transplante de medula óssea e a quimioterapia citorredutora em altas doses foram identificados como fatores de risco para infecções por esse organismo. Esses pacientes são frequentemente neutropênicos por longos períodos de tempo, deixando-os suscetíveis a infecções bacterianas e fúngicas, incluindo infecções por Candida. Alguns pesquisadores teorizaram que o uso generalizado da terapia antifúngica empírica com Anfotericina B seleciona infecções por Candida lusitaniae.